# B' Katīgoria 1989-1990
L'edizione 1989-1990 della B' Katīgoria vide la vittoria finale dell'EPA Larnaca.

## Squadre partecipanti
| Club                | Città      | Stadio | Stagione precedente             |
| ------------------- | ---------- | ------ | ------------------------------- |
| AEZ Zakakiou        | ...        | ...    | 2° in Terza Divisione, promosso |
| Akritas Chlōrakas   | Chlorakas  | ...    | 11° in Seconda Divisione        |
| Anagennīsī Deryneia | Dherynia   | ...    | 4° in Seconda Divisione         |
| APEP Pitsilia       | Limassol   | ...    | 3° in Seconda Divisione         |
| Chalkanoras Idaliou | ...        | ...    | 7° in Seconda Divisione         |
| Digenis Ύpsōna      | ...        | ...    | 1° in Terza Divisione, promosso |
| Digenīs Morphou     | ...        | ...    | 9° in Seconda Divisione         |
| Doxa Katōkopias     | Katokopia  | ...    | 5° in Seconda Divisione         |
| Elpida Xylophagou   | ...        | ...    | 8° in Seconda Divisione         |
| EPA Larnaca         | Larnaca    | ...    | 13° in A' Katīgoria, retrocesso |
| Ethnikos Devteras   | ...        | ...    | 12° in Seconda Divisione        |
| Keravnos Strovolos  | Strovolos  | ...    | 14° in A' Katīgoria, retrocesso |
| Omonia Aradippou    | Aradhippou | ...    | 15° in A' Katīgoria, retrocesso |
| Onīsilos Sōtīra     | ...        | ...    | 10° in Seconda Divisione        |
| Orpheas Nicosia     | Nicosia    | ...    | 6° in Seconda Divisione         |

## Classifica finale
|  | Pos. | Squadra             | Pt | G  | V | N | P | GF | GS | DR  |
|  | ---- | ------------------- | -- | -- | - | - | - | -- | -- | --- |
|  | 1    | EPA Larnaca         | 45 | 28 | - | - | - | 84 | 28 | +56 |
|  | 2    | APEP Pitsilia       | 43 | 28 | - | - | - | 60 | 24 | +36 |
|  | 3    | Chalkanoras Idaliou | 33 | 28 | - | - | - | 52 | 41 | +11 |
|  | 4    | Omonia Aradippou    | 31 | 28 | - | - | - | 39 | 36 | +3  |
|  | 5    | Anagennīsī Deryneia | 29 | 26 | - | - | - | 49 | 42 | +7  |
|  | 6    | Digenīs Morphou     | 29 | 28 | - | - | - | 36 | 38 | -2  |
|  | 7    | Elpida Xylophagou   | 27 | 28 | - | - | - | 39 | 41 | -2  |
|  | 8    | Ethnikos Devteras   | 27 | 28 | - | - | - | 39 | 47 | -8  |
|  | 9    | Onīsilos Sōtīra     | 27 | 28 | - | - | - | 41 | 51 | -10 |
|  | 10   | Doxa Katōkopias     | 27 | 28 | - | - | - | 35 | 51 | -16 |
|  | 11   | Akritas Chlōrakas   | 26 | 28 | - | - | - | 29 | 27 | +2  |
|  | 12   | Orpheas Nicosia     | 23 | 28 | - | - | - | 39 | 41 | -2  |
|  | 13   | AEZ Zakakiou        | 21 | 28 | - | - | - | 28 | 42 | -14 |
|  | 14   | Keravnos Strovolos  | 20 | 28 | - | - | - | 23 | 46 | -23 |
|  | 15   | Digenis Ύpsōna      | 12 | 28 | - | - | - | 23 | 58 | -35 |

### Verdetti
- EPA Larnaca e APEP Pitsilia promosse in Divisione A.
- AEZ Zakakiou, Digenis Ypsona e Keravnos Strovolos retrocessi in Terza Divisione.